# Santo Domingo de las Posadas
Santo Domingo de las Posadas község Spanyolországban, Ávila tartományban. Santo Domingo de las Posadas Tolbaños, Mingorría, Pozanco, Vega de Santa María, Velayos és Maello községekkel határos. Lakosainak száma 69 fő (2024).

## Népesség
A település népessége az utóbbi években az alábbiak szerint változott:
| Lakosok száma | 88   | 95   | 101  | 78   | 105  | 79   | 88   | 86   | 72   | 69   |
|               | 2001 | 2004 | 2006 | 2009 | 2011 | 2014 | 2016 | 2019 | 2021 | 2024 |